# Массовые беспорядки в Муроме
Массовые беспорядки в Муроме 30 июня 1961 года — стихийные волнения жителей города Мурома Владимирской области, случившиеся на почве их конфликта с правоохранительными органами.

## Предыстория
26 июня 1961 года мастер цеха домашних холодильников оборонного завода имени Орджоникидзе Юрий Костиков, находясь в состоянии алкогольного опьянения, попытался вскочить в кузов проезжавшего мимо него грузовика, но, сорвавшись, ударился головой об асфальт. Проезжавший мимо начальник городского отдела милиции Павлов приказал отправить Костикова в камеру. Проведя в камере ночь без осмотра врача, Костиков наутро был отвезён в больницу, где скончался от кровоизлияния в мозг.
По Мурому сразу же распространились слухи о том, что Костиков умер в результате полученных от милиционеров побоев. 29 июня прокуратура возбудила уголовное дело по факту смерти Костикова в милицейской камере. В тот же день на собрании заводского актива прокурор и судебно-медицинский эксперт выступили с докладом, в котором указали, что смерть произошла в результате несчастного случая. Однако старший мастер цеха домашних холодильников и по совместительству заместитель секретаря партячейки цеха М. Домченко усомнился в результатах экспертизы и потребовал пригласить для повторной экспертизы специалистов из Москвы или Владимира.
Руководство завода выделило на похороны Костикова 2 тысячи рублей, соболезнования были напечатаны в многотиражной газете «Вперёд», профком завода организовал сбор средств на венки и поминки, однако на заводе обстановка продолжала накаляться. О возможности массовых беспорядков муромский горком КПСС знал заранее, однако должных мер по их предотвращению не последовало.

## Массовые беспорядки
30 июня 1961 года, приблизительно в 17 часов 30 минут, когда похоронная процессия поравнялась со зданием Муромского ГОВД, из неё раздались крики: «Павлов — убийца!», «Бей милицию!», «Бей фашистов!», «Бей гадов!» В окна горотдела полетели камни, а несколько мужчин перевернули милицейскую машину, стоявшую рядом. На улицах начали собираться люди. Начался стихийный митинг, на котором ораторы один за другим, поднимаясь на перевёрнутую машину, произносили гневные речи в адрес сотрудников правоохранительных органов. Так, некий Сергей Денисов призывал разгромить отдел милиции и освободить всех арестованных, снимая при этом рубашку и показывая побои на теле, утверждая, что они получены от милиционеров.
Вскоре после этого несколько десятков муромцев, вооружившись камнями, ломами, топорами и другими подручными средствами, взяли штурмом здание ГОВД. Отобрав у милиционеров оружие, они начали крушить мебель, телефоны, коммутатор, пишущие машинки, уничтожать служебные милицейские документы. Участники беспорядков выбили двери камер предварительного заключения, после чего на свободе оказалось 48 человек, арестованных за совершение различных преступлений и мелкое хулиганство. Нападавшие захватили и милицейский арсенал — 68 единиц огнестрельного оружия и около 1 тысячи боевых патронов, однако впоследствии оно не применялось. В конце концов бунтовщики подожгли здание ГОВД, а затем не пропустили к нему пожарные машины, прибывшие к месту возгорания по тревоге.
Милиционеры и члены добровольной народной дружины пытались остановить участников беспорядков, но были избиты и рассеяны, некоторые, в том числе заместитель начальника Муромского ГОВД Рясин, получили тяжкие телесные повреждения. После этого толпа ворвалась в кабинет уполномоченного Комитета государственной безопасности СССР в Муроме.
Городское начальство было растеряно и бездействовало. Милиционеры также не предпринимали более никаких действий против бунтовщиков. Центральные улицы Мурома были загромождены автомобилями и автобусами.
В тот же день в Муром приехал председатель Владимирского облисполкома Тихон Сушков. Поняв, что на местное начальство в подавлении беспорядков рассчитывать ему не приходится, он лично пошёл успокаивать участников беспорядков, обещая, что он разберётся с местной милицией, однако толпа освистала его.
Ближе к полуночи в город прибыла группа военнослужащих из 200 человек, которой через некоторое время удалось восстановить порядок в Муроме. Беспорядки продолжались в течение 5 часов.

## Итоги беспорядков. Следствие и суд над активными участниками
Уже через три недели в другом городе Владимирской области — Александрове — тоже начались массовые беспорядки, опять же из-за конфликта местных жителей с сотрудниками правоохранительных органов. О стихийных волнениях во Владимирской области сообщали зарубежные радиостанции и информационные агентства.
Муромский горком КПСС провёл ряд мер против актива завода имени Орджоникидзе. Решением горкома были исключены из партии председатель заводского профкома Бабишко и старший мастер Домченко, однако вскоре обком отменил это решение и ограничился строгим выговором. Со своих должностей были смещены начальник цеха домашних холодильников К. Левин, секретарь парткома И. Д. Лобанов и директор завода Д. Рапопорт, а также из партии был исключён секретарь парторганизации цеха В. Свекольников.
Вторую волну наказаний, на этот раз против Муромского горкома, поднял Владимирский обком КПСС. Своих должностей лишились первый и второй секретари горкома Горелов и Будкин, начальник ГОВД и отдела КГБ в Муроме, а также ряд других должностных лиц.
2 августа 1961 года бюро ЦК КПСС по РСФСР приняло постановление «О непринятии партийными и административными органами Владимирской области своевременных мер по пресечению хулиганских проявлений в городах Муроме и Александрове». 9 августа 1961 года на пленуме Владимирского обкома КПСС были сняты со своих должностей первый секретарь Владимирского обкома КПСС Михаил Майоров, начальник УКГБ по Владимирской области Пётр Кондаков и начальник областного УВД Леонид Романов, а председателю облисполкома Сушкову был объявлен строгий выговор с занесением в учётную карточку.
В ходе следствия по делу о массовых беспорядках в Муроме было арестовано 19 человек. 8 из них обвинялось в организации массовых беспорядков, а 11 — в хулиганстве. 3 августа 1961 года обвинительное заключение было утверждено. Публичный судебный процесс проходил в Муромском клубе строителей. 11 августа 1961 года был вынесен приговор. Трое обвиняемых (М. А. Панибратцев, В. Н. Романенков и К. Ф. Лукин) были приговорены к высшей мере наказания — смертной казни через расстрел, остальные — к различным срокам лишения свободы (А. И. Шумилов, А. С. Алексеев и А. С. Мартынов — к 15 годам).  В день вынесения приговора на всех предприятиях города прошли митинги, на которых действия участников беспорядков были осуждены. Рабочий фанерного завода Владимир Струнников, заявивший на одном из митингов, что осуждение было незаконным и призвавший присоединиться к его протесту, был арестован и осуждён к 7 годам лишения свободы (в 1965 году он был реабилитирован).